# Three Smart Girls
Three Smart Girls (Brasil: Três Pequenas do Barulho / Portugal: Três Raparigas Modernas) é um filme norte-americano de 1936, do gênero comédia, dirigido por Henry Koster  e estrelado por Deanna Durbin e Binnie Barnes.

## Produção
Afundada em dívidas e sem a confiança dos acionistas, a Universal Pictures encontrava-se à beira da falência desde fins de 1935. Porém, o estúdio foi salvo inesperadamente quando Charles R. Rogers, o novo chefe de produção, tirou a desconhecida Deanna Durbin da MGM. Deanna era uma soprano de quinze anos, cuja única experiência nas telas se dera em um curta-metragem ao lado de Judy Garland. Apesar disso, foi escalada por Rogers para estrelar Three Smart Girls e, praticamente de uma hora para outra, tornou-se a maior fonte de lucros do estúdio, que sobre seus ombros colocou todas as esperanças de melhores dias.
Deanna, uma atriz limitada, conquistou o público de imediato, tanto pelo rosto bonito e personalidade cativante, quanto pela espontaneidade, autoconfiança e coloratura precoce. Além de interpretar Il Bacio, de Luigi Arditi, ela lançou duas canções de grande sucesso -- My Heart Is Singing e Someone to Care for Me --, ambas de Bronislau Kaper, Walter Jurmann e Gus Kahn.
Three Smart Girls fez um enorme sucesso nas bilheterias, tendo rendido mais de cinco vezes seu orçamento. Além disso, foi agraciado com três indicações ao Oscar, inclusive na categoria de Melhor Filme.
A história foi refilmada em 1948, com o título de Three Daring Daughters, com Jeanette MacDonald e Jane Powell. Three Smart Girls Grow Up, uma sequência igualmente bem sucedida, também com Deanna, apareceu em 1939. Houve ainda uma paródia feita pelos The Three Stooges em 1937, um curta-metragem intitulado Three Dumb Clucks.
O filme marca a estreia em Hollywood do diretor Henry Koster, trazido da Alemanha pela Universal. Koster dirigiu Deanna seis vezes pelos anos seguintes.
Segundo Ken Wlaschin, este é um dos dez melhores filmes da atriz.

## Sinopse

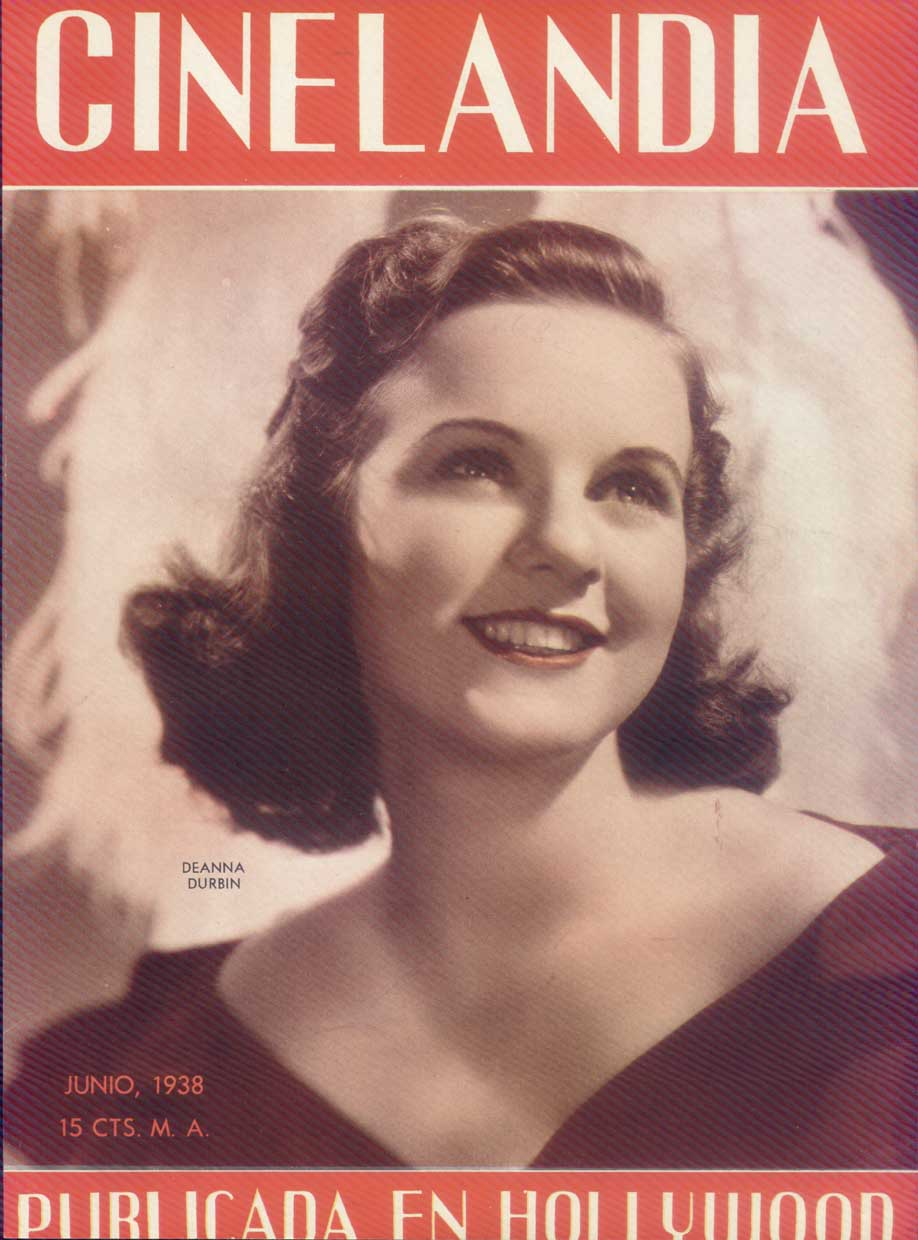
Deanna Durbin em capa de revista argentina de 1938. Os filmes que fez na Universal até meados da década de 1940 salvaram o estúdio da bancarrota.

As irmãs Craig -- Penny, Kay e Joan -- vivem na Suíça, com a mãe divorciada, há dez anos. Quando ficam sabendo que o pai Judson vai casar-se novamente, voam para Nova Iorque, a fim de impedir o casamento, pois desconfiam (acertadamente) que a noiva Donna Lyons não passa de uma caça-dotes. O plano vai indo bem, mas o não previsto namoro entre Kay e Lord Michael Stuart, um rico banqueiro, ameaça jogar tudo por água abaixo.

## Premiações
| Patrocinador | Prêmio | Categoria                                                   | Situação |
| ------------ | ------ | ----------------------------------------------------------- | -------- |
| Academia     | Oscar  | Melhor Filme Melhor História Original Melhor Mixagem de Som | Indicado |

## Elenco
| Ator/Atriz        | Personagem                              |
| ----------------- | --------------------------------------- |
| Deanna Durbin     | Penny Craig                             |
| Binnie Barnes     | Donna Lyons                             |
| Alice Brady       | Senhora Lyons                           |
| Charles Winninger | Judson Craig                            |
| Ray Milland       | Lord Michael Stuart                     |
| Mischa Auer       | Conde Arisztid                          |
| Ernest Cossart    | Binns                                   |
| Lucile Watson     | Martha                                  |
| John King         | Bill Evans                              |
| Nella Walker      | Dorothy Craig                           |
| Hobart Cavanaugh  | Wilbur Lamb                             |
| Nan Grey          | Joan Craig                              |
| Barbara Read      | Kay Craig                               |
| Lane Chandler     | Oficial de polícia Jack (não-creditado) |